# Szojuz–P
A Szojuz–P (oroszul: Союз–П) vagy Szojuz 7K–P szovjet elfogó űrhajó, a Szojuz űrhajócsalád katonai célokra szánt tagja. Terveit az 1960-as évek első felében dolgozták ki az OKB–1 tervezőiroda 3. sz. kujbisevi részlegénél (később: CSZKB). Feladata az ellenséges műholdak elfogása és semlegesítése lett volna. A fejlesztési programot 1965-ben felfüggesztették, az űrhajó elkészítésére és indítására nem került sor.

## Története és jellemzői
A katonai Szojuz űrhajók kifejlesztését Szergej Koroljov javasolta 1962-ben. A tényleges fejlesztőmunka 1964-ben kezdődött el Kujbisevben, az OKB−1 tervezőiroda 3. sz. fiókintézeténél Dmitrij Kozlov irányításával.
A Szojuz−P, vagy 7K−P (P − perehvatcsik, magyarul: elfogó) jelű űrhajó a Szojuz 7K-n alapult, annak kissé módosított változata volt. Az űrhajó fegyverzettel nem rendelkezett. Feladata az ellenséges műholdak befogása, azok vizsgálata, szükség esetén üzemen kívül helyezése volt. Az űrhajó által befogott műholdat a személyzet űrséta keretében a nyílt világűrben vizsgálta volna meg. Szükség esetén az ellenséges műholdat kikapcsolták volna, vagy a működését figyelő konténert szereltek volna rá, esetleg visszatéríthették volna a Földre.
A műholdakat azonban, különösen az érzékeny technológiával ellátott katonai műholdakat abban az időben már önmegsemmisítő rendszerrel látták el, ami veszélyeztette volna az űrhajósok épségét, ezért a Szojuz−P programról 1965-ben lemondtak, végül egy példány sem készült belőle és nem is repült. Helyette a szovjet vezetés inkább az ISZ vadászműholdak fejlesztését támogatta.
A Szojuz−P tervét a rakétákkal felszerelt, műholdak megsemmisítésére alkalmas Szojuz–PPK követte.